# دوري كرة قدم
دوري كرة القدم هو بطولة محلية في رياضة كرة القدم على مستوى الأندية تقام سنويا وفي كل دول العالم تقريبا، وتختلف إمكاناتها ومستوياتها من بلد لآخر ومن قارة لأخرى. ولا يشترط أن يكون اللاعبين في الدوري ينتمون إلى الدولة التي يلعبون فيها بل يمكن شراء أو استعارة اللاعبين من دول مختلفة وذلك في الفترة ما بين المواسم. وتوجد في البلد الواحد عدة درجات أفضلها دوري الدرجة الأولى (الممتاز) ثم الثانية فالثالثة فالرابعة..
أول دوري رسمي في التاريخ كان الدوري الإنجليزي الذي أسس عام 1888 وهو واحد من أفضل الدوريات في العالم حتى اليوم إلى جانب الدوري الفرنسي والإسباني والألماني والإيطالي.

## نظام اللعب في الدوري
يضم كل دوري محلي 20 نادي عادة (أو أقل أو أكثر في بعض الحالات وذلك بحسب مستوى فرق البلاد وعدد الأندية فيها) ويتم تصنيف الأندية وفق الدرجات بحسب مستواها في الموسم السابق فتنتقل النوادي الخمس الأولى في ترتيب الموسم السابق إلى الدرجة الأعلى (مثلا من الدرجة الثانية إلى الأولى) وبالعكس تهبط آخر خمسة نوادي في الترتيب من الدرجة العليا إلى الدرجة الأدنى.
وتحظى الأندية ذات المراكز العليا من الدرجة الأولى (تسمى الممتازة في بعض الدول) فقط بالمشاركة في البطولات على مستوى القارة وعددها يختلف من دوري إلى آخر.
كل موسم في الدوري يقسم إلى مرحلتين مرحلة الذهاب (تنتهي في أغلب الدوريات مع نهاية السنة) ومرحلة الإياب (تنتهي غالبا مع بداية الصيف) وكل نادي لابد أن يلاقي جميع الأندية ال19 البقية في درجته مرتين «ذهاب وإياب» أي أنه سيلعب 38 مباراة.
بعد كل مباراة يحصل النادي على ثلاثة نقاط في حال فوزه، وعلى نقطة واحدة في حال تعادله، ولا شيء في حال خسارته، وعلى هذا الأساس يتم ترتيب الأندية خلال الموسم، ويتم النظر إلى فارق عدد الأهداف في حال التساوي بالنقاط. بالتالي فإن أعلى مجموع نقاط يمكن أن يحصل عليه نادي في موسم واحد هو 114 نقطة
يلعب النادي الواحد مباراة في كل جولة «أسبوع عادةً» وليس بالضرورة أن تكون الأسابيع متتالية بل يمكن أن تفصلها فترات «خاصة في حال المشاركة في بطولات أخرى أو في حال التوقف الدولي وعودة اللاعبين إلى بلدانهم»

## الدوريات الخمسة الكبرى
الدوريات الكبرى هي أفضل الدوريات من حيث اللاعبين والمستوى والإمكانات في العالم كله وهي:
- الدوري الإنجليزي الممتاز *
- الدوري الاسباني *
- الدوري الألماني *
- الدوري الايطالي *
- الدوري الفرنسي *

## الكلاسيكو
هي مباراة بين ناديين ندين «متنافسين تقليديين» تحدث خلال دوري معين ويتميزان غالبا بكونهما أفضل ناديين في الدوري ويتنافسان دائما على البطولة، وغالبا يكونا ناديين من مدينتين كبريين في دولة واحدة.
يطلق هذا الاسم عادة على مباراة الدوري الإسباني بين ريال مدريد وبرشلونة وهما النادييين الأكثر شهرة والأشد تنافسا في العالم، لكن اسم كلاسيكو أصبح يطلق على أي مباراة تجمعهما سواء في الدوري أو في غيره، كما بات يطلق على مباريات في دوريات أخرى مثل «باريس سان جيرمان ومارسيليا» في الدوري الفرنسي.
تتميز مباريات الكلاسيكو بحضور جماهيري ومتابعة تلفزيونية كبيرة نسبيا، مثلا بلغ عدد متابعي كلاسيكو إسبانيا «بين برشلونة والريال» في موسم (2016-2017) بلغ 650 مليون متابع حول العالم.

## الديربي
هي مباراة في الدوري تحدث بين ناديين من نفس المدينة مثلا ديربي القاهرة بين «الأهلي والزمالك» وديربي الدار البيضاء بين «الرجاء والوداد» وديربي جدة بين «الاتحاد والأهلي»، توسع استخدام كلمة ديربي في وسائل الإعلام ليشمل الألعاب على المستوى القاري أو ألعاب المنتخبات فيسمى مثلا ديربي عربي في حال التقى منتخبان عربيان في بطولة قارية أو عالمية.